# Thipsamay Chanthaphone
Thipsamay Chanthaphone (ur. 24 lipca 1961) – laotański lekkoatleta (chodziarz), olimpijczyk.
Wystąpił na Letnich Igrzyskach Olimpijskich 1980 w chodzie na 20 kilometrów. Doszedł na 25. pozycji, czyli ostatniej wśród zawodników sklasyfikowanych (z czasem 2:20:22,0). Do poprzedzającego go Stefano Casaliego z San Marino stracił ponad 30 minut, zaś do zwycięzcy Maurizio Damilano z Włoch niemal 60 minut. Mimo dużych strat poniesionych na trasie chodu, Laotańczyk został owacyjnie przywitany przez zgromadzoną na stadionie olimpijskim publiczność, która dopingowała go na ostatnich metrach. 
Wynik osiągnięty przez Chantaphone'a jest najsłabszym rezultatem w tej konkurencji w całej historii igrzysk olimpijskich (stan po igrzyskach w 2016 roku).